# Wege aus der Einsamkeit
Wege aus der Einsamkeit e. V. ist ein 2007 gegründeter gemeinnütziger Verein mit Sitz in Hamburg, der sich einer besonders Senioren betreffenden Problematik annimmt: der zunehmenden Vereinsamung und sozialen Isolation aufgrund veränderter Lebensumstände.
Das Ende beruflicher Tätigkeiten, der Verlust des Lebenspartners, gelockerte familiäre Bindungen, finanzielle Not und schwindende körperliche Kräfte schränken die Teilnahme älterer Menschen am gesellschaftlichen Miteinander in vielen Fällen immer mehr ein. Daher liegt der Schwerpunkt der Vereinsarbeit von Wege aus der Einsamkeit auf langfristig angelegten Projekten der sozialen Inklusion.
Ehrenamtliche Mitarbeiter, Kooperationspartner und Fürsprecher wie der TV-Moderator und Sänger Maxi Arland unterstützen die Arbeit des Vereins. Die Projekte finanzieren sich durch Spenden und Mitgliedsbeiträge, gefördert werden ausschließlich satzungsgemäße Projekte und Initiativen.

## Ziele und Wirkungsbereiche
Die Vorstandsvorsitzenden Dagmar Hirche und Helge Jans wollen die Schattenseiten des Alterns und Alt-Seins in den Mittelpunkt des öffentlichen Interesses rücken. Zugleich versteht sich der Verein auch als Ansprechpartner für die Medien und als Forum für Betroffene, Engagierte und Interessierte.
Übergeordnetes Ziel von Wege aus der Einsamkeit e. V. ist es, dass sich alte wie junge Menschen in Deutschland auf eine lange Lebenszeit freuen können und die Möglichkeit haben, ihr Leben dauerhaft selbstbestimmt zu gestalten.
Um die Selbständigkeit und soziale Inklusion der Senioren zu fördern, unterstützt der Verein Initiativen, die alten Menschen, ihren Angehörigen und Pflegenden zugutekommen. Daneben werden eigene Projekte und Wettbewerbe initiiert, um die Aufmerksamkeit der Öffentlichkeit für die Aspekte des Alterns zu wecken und dieses Thema im gesellschaftlichen Bewusstsein zu verankern.

„Zweck des Vereins ist die Unterstützung von alten Menschen, die in Not, Einsamkeit oder Krankheit leben. … Der Verein fördert in den Bereichen Armut, Krankheit und Isolation alter Menschen präventive Projekte sowie Maßnahmen der Hilfe in akuten Situationen. … Der Verein verwirklicht seine Zwecke darüber hinaus durch Informationsarbeit und Aufklärung der Öffentlichkeit über die Lebenssituation alter Menschen in Deutschland.“

## Projekte

### Eigene Projekte
- Dem Alter ein positives Gesicht geben: es werden ausschließlich positive nationale und internationale Projekte rund um das Alter in soziale Netzwerke gepostet und getwittert.
- Wir versilbern das Netz: das Alter mit in die digitale Welt nehmen, hier: Das 1×1 des Tablets und Smartphones für die Generation 65+ sowie in Kooperation mit der Hamburger Sparkasse das 1×1 des online Bankings für Menschen 65+, und in Versilberer Cafés wird den Menschen 65+ geholfen bei der Bedienung von Smartphones und Tablets.
- Aufrufe zum Weltseniorentag am 1. Oktober über Senioren-Flashmob und Senioren-Speed-Dating dem Alter mehr Aufmerksamkeit zu schenken (andere Vereine in anderen Städten haben sich bereits angeschlossen).
- produziertes Musikvideo Spark of Life zeigt, wie lebenslustig Alter sein kann.
- Forderung nach freiem WLAN in Altenheimen und Seniorenwohnanlagen wird immer wieder vorgetragen.
- Tierpatenschaft Hagenbeck: 2009 bringt Wege aus der Einsamkeit e. V. die Elefantendame Mala aus dem Tierpark Hagenbeck mit 40 Hamburger Senioren über eine Patenschaft zusammen.[1]

## Eigene Wettbewerbe

### Bundesweiter IdeenwettbewerbZuhause hat Zukunft
Zu dem 2010 initiierten Wettbewerb Zuhause hat Zukunft ruft Wege aus der Einsamkeit e. V. bundesweit Vereine, Verbände, Stiftungen, andere gemeinnützige Einrichtungen und Privatpersonen auf. Mit dem Wettbewerb will Wege aus der Einsamkeit e. V. den Organisationen eine größere Öffentlichkeit verschaffen, die sich mit neuen Maßnahmen für ein selbstbestimmtes Leben von Senioren einsetzen. Gemäß dem Motto Zuhause hat Zukunft werden Ideen und Projekte gesucht, die es älteren Menschen ermöglichen, so lange wie möglich in ihren eigenen vier Wänden zu leben.
Der jährlich stattfindende Wettbewerb prämiert den ersten Platz mit 3.000 Euro, den zweiten Platz mit 1.500 Euro und den Drittplatzierten mit 500 Euro. Die Preisträger werden von einer unabhängigen Jury ausgewählt.

### Bundesweiter IdeenwettbewerbErfahrung entdeckt Entdecker
Das Europäische Jahr für aktives Altern und Solidarität zwischen den Generationen 2012 nahm Wege aus der Einsamkeit e. V. zum Anlass, dieses Thema mit einem wiederkehrenden Wettbewerb nicht nur für ein Jahr, sondern langfristiger zu etablieren: Mit dem eigenen bundesweiten Wettbewerb Erfahrung entdeckt Entdecker 2012 rief der Verein Wege aus der Einsamkeit e. V. dazu auf, Ideen zu entwickeln und umzusetzen, die durch ein generationsübergreifendes Miteinander die Solidarität der Generationen nachhaltig und positiv beeinflussen.
Hinter dem Wettbewerb steckt der Gedanke, dass viele Senioren ihre Zeit und Erfahrungen gern weitergeben würden, aber nicht die Möglichkeit dazu haben. Im Gegenzug haben Kinder und Jugendliche in ihrem direkten Umfeld oft keine älteren Verwandten und somit keinen Kontakt mit dieser Generation. Mit dem Wettbewerb will Wege aus der Einsamkeit e. V. Kinder und Jugendliche mit älteren Menschen zusammenbringen.
Der Verein rief im August 2012 zum ersten Mal Vereine und Gemeinschaften aus dem Senioren- sowie dem Kinder- und Jugendbereich in Deutschland auf, sich mit Projekten oder Ideen zu bewerben. Das Thema Erfahrung entdeckt Entdecker soll Engagierte ansprechen, die mit neuen, kreativen, regelmäßigen und nachhaltigen gemeinsamen Aktivitäten ein besseres Verständnis zwischen der jungen und der alten Generation herbeiführen. Von diesen Projekten sollen Jung und Alt profitieren, sie sollen die Solidarität zwischen den Generationen wachsen lassen. Weiterhin sollten die Projekte Vorbildfunktion für andere haben und zum Nachahmen animieren.
Die Preisträger werden jährlich von einer externen Jury ermittelt und im Rahmen der Preisvergabe geehrt. Preisgelder: 1. Preis 3.000 Euro, 2. Preis 1.500 Euro, 3. Preis 750 Euro. Spenden, die speziell für diesen Wettbewerb eingehen, kommen zusätzlich ausgewählten nicht-platzierten Nominierten zugute.

### Goldener Internetpreis
Gemeinsam mit der BAGSO, Deutsche Telekom, Deutschland sicher im Netz (DsiN) und Google engagiert und unterstützt der Verein den seit 2012 ausgerufenen Goldenen Internetpreis. Er ehrt Menschen über 60 Jahre, die das Internet kompetent nutzen.

## Auszeichnungen

### Die GOLDENE BILD der FRAU 2011
Das Engagement von Wege aus der Einsamkeit e. V. wurde 2011 von Bild der Frau gewürdigt. Unter dem Motto „Starke Frauen. Starkes Land“ wurden fünf Initiativen ausgezeichnet, in denen Frauen großes soziales Engagement zeigen. Die Leistung von Dagmar Hirche als Vorstandsvorsitzende und engagierte Galionsfigur des Vereins wurde mit der „GOLDENE BILD der FRAU 2011“ ausgezeichnet.

### DiBaDU und Dein Verein – Sonderpreis
Mit einem Sonderpreis für ein gemeinnütziges Engagement im Sinne des Europäischen Jahr(s) für aktives Altern und Solidarität zwischen den Generationen 2012 zeichnete die ING-DiBa gemeinsam mit dem Bundesfamilienministerium zehn Vereine mit jeweils 1.000 Euro aus, deren ehrenamtliche Arbeit gewürdigt werden sollte. Diesen Sonderpreis erhielt Wege aus der Einsamkeit e. V. im Dezember 2012.

### Smart Hero Award 2015
In der Kategorie „Engagement durch Seniorinnen und Senioren“ hier: Wir versilbern das Netz, wird der Verein für sein positives Bild vom Alter mit dem Smart Hero Award durch Bundesministerin Manuela Schwesig geehrt.

### Marie-Simon-Pflegepreis 2016
Für das Projekt „Digitale Welt nutzen – auch im Alter“ wird dem Verein der Marie-Simon-Pflegepreis im Rahmen der 3. Berliner Pflegekonferenz verliehen.

### Demografie Exzellenz Award 2017
In der Kategorie „innovativ & digital“ mit dem Projekt „Wir versilbern das Netz!“ Die Jury des Award-Demografie Exzellenz bilden 15 unabhängigen Experten aus unterschiedlichen Bereichen.
Sie ist in ihren Entscheidungen frei und an keine Vorgaben gebunden.

## Nominierungen und Bewerbungen
Um das Anliegen des Vereins möglichst weit zu verbreiten, bewirbt sich Wege aus der Einsamkeit e. V. immer wieder bei anderen sozial fokussierten Wettbewerben und Initiativen.
So wurde der Verein 2013 unter anderem nominiert für den Springer Medizin Charity Award.

## Lobbyarbeit
Das Engagement von Wege aus der Einsamkeit wird von Presse und öffentlichen Institutionen wahrgenommen. Die Vorstandsvorsitzende Dagmar Hirche wird als Sprachrohr für die Belange älterer Menschen zu unterschiedlichen Diskussionen, Dialogen und Veranstaltungen eingeladen.
Beispiele der Lobbyarbeit:
- 2013 Zweiter Demografiegipfel der Bundesregierung zur Demografiestrategie „Jedes Alter zählt“ – Einladung als Expertin zur Teilnahme zum Demografiegipfel
- 2013 Bürgergipfel „Demografischer Wandel – Wie bleiben wir innovativ und ideenreich?“[8] – Einladung zur Teilnahme am Bürgergipfel in Berlin
- 2015 Paneldiskussion zur Vergabe des Goldenen Internetpreises in Berlin mit Dagmar Hirche, Einladung als Expertin
- 2015 Preisübergabe als Jury-Mitglied des Goldenen Internetpreises mit Jan Kurz